# Deluge
El Deluge és un client de BitTorrent de codi obert i multiplataforma que està programat amb Python i GTK+. El programa utilitza la llibreria libtorrent (Rasterbar) (escrita en C++) per tal de gestionar les connexions dels arxius torrent.
A part de la versió completa també s'ofereix una versió portable que no requereix instal·lació.

## Prestacions
El Deluge està dissenyat per ser un client de BitTorrent lleuger (amb poc consum de recursos), segur, i amb prestacions avançades. Per tal d'aconseguir-ho la majoria de les seves capacitats les aporten mòduls tipus plugin escrits pers diversos desenvolupadors.

## Història
El Deluge va ser programat inicialment per Zach Tibbitts i Alon Zakaiwas started, dos membres d'ubuntuforums.org. El projecte el van iniciar primer a Google Code i posteriorment el van passar a una web pròpia.